# Acacia undosa
Acacia undosa é uma espécie de leguminosa do gênero Acacia, pertencente à família Fabaceae.